# (474) Prudentia
(474) Prudentia es un asteroide perteneciente al cinturón de asteroides descubierto el 13 de febrero de 1901 por Maximilian Franz Wolf desde el observatorio de Heidelberg-Königstuhl, Alemania.
Está nombrado por la prudencia, una de las virtudes cardinales.